# El mensajero (película de 2017)
El mensajero, también conocida como El mensajero del caballo blanco, es una película documental coproducción de Argentina y Australia, dirigida por Jayson McNamara sobre su propio guion. Se estrenó en Argentina el 6 de octubre de 2017. La película fue exhibida en la Competencia de Derechos Humanos del BAFICI 2017.

## Sinopsis
Este documental es sobre Robert Cox, un inglés de ideología liberal (en el sentido anglosajón del término), que era el director del diario Buenos Aires Herald, que se publicaba en Buenos Aires escrito en inglés y había informado y repudiado la violencia política de los grupos radicalizados de la década de 1970. La película narra cómo después de unos meses de producido el golpe de Estado del 24 de marzo de 1976 comenzó desde su cargo a conocer sobre las torturas, desapariciones y demás violaciones a los derechos humanos que se estaban cometiendo y puso su vida en riesgo para decir la verdad –la verdad, esa única obligación del periodismo– y terminó en el exilio. 

## Comentarios
José Tripodero señala que este documental recorta la vida de Robert Cox, periodista británico y otrora director del Buenos Aires Herald, en los primeros tres años de la última dictadura militar argentina. Explica que "Cox...pasó de ser redactor a dirigir el periódico, que si bien se imprimía y distribuía en Buenos Aires, el enfoque estaba circunscripto a los asuntos de la Corona Británica sin ocuparse de los sucesos y acontecimientos que se desarrollaban en Argentina. Bajo su dirección, el Herald se ocupó de la realidad violenta que vivía el país durante la década de 1970". El documental "es una nueva perspectiva para abordar la década más sangrienta de la historia reciente argentina, desde la mirada periodística y su costado asistencialista para otorgarle voz a aquellos que clamaban por respuestas justísimas a preguntas como: “¿Dónde están nuestros hijos?" La película funciona en varios pasajes como ilustración de una época y contiene algún raro material de archivo como el que muestra a un policía bailando en el medio de la calle junto a varios civiles en la previa de la final del Mundial 78 que “ evidencia la demencia de esos años”- En síntesis, es el retrato “de un personaje fundamental para el periodismo en un período de peligro permanente pero con las contradicciones y grises también necesarios para entender lo sucedido.”
Pablo Taranto dice que entre los muchos méritos del documental está el de mostrar el lento pero inexorable modo en que Cox  descubre el horror del régimen militar y cómo decide  ejercer el oficio de periodista, ir a la Plaza de Mayo y hablar con las Madres, recibirlas en la redacción, contar lo que se pudiera mientras los grandes medios callaban hasta que, amenazados él, su esposa Maud y sus hijos, debe dejar el país.
Opinó Diego Batlle que “por su estructura elemental (testimonios a cámara mechados con imágenes de archivo), por su sentido excesivamente didáctico, por su musicalización torpe y subrayada, y por su exploración algo básica y superficial de la historia argentina de los años '70 podría decirse que este…documental …no es demasiado trascendente. Sin embargo, hay una zona que resulta interesante y por momentos incluso conmovedora que tiene que ver con la figura del mítico Robert Cox y la redacción del Buenos Aires Herald…figura humilde y al mismo tiempo íntegra  -una suerte de cruzado solitario que emprendió una desigual lucha cuando nadie se animaba a abrir la boca-… Por eso, por la admiración que le siguen profesando sus viejos compañeros (desde Andrew Graham-Yooll hasta Uki Goñi), por la entereza, dignidad, nobleza y coherencia personal y profesional de su protagonista, El mensajero es un filme recomendable en general e indispensable para periodistas en particular.”

## Conceptos del director del filme
Jayson McNamara cuenta que pocas semanas después del golpe de Estado de 1976, Robert Cox, llegó a la Plaza de Mayo casi a medianoche, para escuchar a una treintena de personas vulneradas, destrozadas emocional y físicamente, allí reunidas, que venían a confirmar versiones sobre desaparición de personas que ya le habían llegado. Cox inició un trabajo de denuncia: iba con su esposa de madrugada para comprobar los rumores de cremación de cuerpos en el cementerio de Chacarita, entrevistaba al ministro de Interior, Albano Harguindeguy y al dictador Jorge Rafael Videla, interrogándolos y reclamando por un retorno a la ley, además de muchas otras a las que recibía, a puertas cerradas en su despacho. Dice que cuando empezó a investigar la figura de Cox en el Herald, le asombró el simple hecho de que el periodista no se reconociera con más fervor como referente del periodismo en la Argentina.
Un hombre que supo cuestionar aspectos fundamentales de la lucha armada del ERP y Montoneros, pero que a la vez arriesgó la vida para reclamar por los desaparecidos, lo cual, agrega, “no es ni complejo ni contradictorio, aunque en Argentina muchas veces pareciera ser considerado como tal. Robert Cox es simplemente una personificación de la verdad, concepto tan banalizado en la cultura periodística de esa época. Junto a sus compañeros, fue más allá de ideologías personales y bregó para defender los derechos humanos, inclusive de aquellos cuyo accionar o visión del mundo no coincidía con el suyo. Cox es un hombre justo. Alguien que se atrevió a romper el silencio en el medio de tanta complicidad”.